# Дабвидо, Спрент
Спрент Арумого Дабвидо (англ. Sprent Arumogo Dabwido; 16 сентября 1972, Науру — 8 мая 2019, Армидейл, Новый Южный Уэльс, Австралия) — 29-й президент Науру с 15 ноября 2011 по 11 июня 2013 года.

## Биография
Спрент Дабвидо родился в Науру в 1972 году. В начале XXI века он был избран в парламент своего государства. Его приход на пост президента страны был вызван коррупционным скандалом в этом крохотном государстве. Когда в Науру за неделю сменилось три президента. Президент Науру Маркус Стивен был заподозрен в нечистоплотности и лишился поста 10 ноября 2011 года. Его преемник Фредерик Питчер попытался выступить в защиту своего предшественника и через 5 дней парламент страны вынес Питчеру вотум недоверия. В этот же день Спрент Дабвидо был избран президентом страны, который занимал до этого пост министра телекоммуникаций. Первыми шагами нового президента стала реконструкция прежнего правительства и вывод страны из кризиса. В этом направлении нельзя сказать, что ему способствовали успехи.
В феврале 2013 года в Науру начался парламентский кризис. 1 марта был незаконно распущен парламент. Новые выборы назначены на 6 апреля 2013 года. В этой ситуации президент страны Спрент Дабвидо повёл себя как сторонний наблюдатель. Он не стал вмешиваться в спор между бывшим спикером парламента и Верховным судом Науру. Однако Верховный суд аннулировал роспуск парламента как неконституционный и отменил досрочные выборы.
Однако в апреле 2013 года Спрент Дабвидо повторно распустил парламент Науру, назначив выборы на 8 июня. В начале лета был избран новый парламент страны. Президент страны был избран в новый парламент.
В начале июня 2013 года Спрент Дабвидо, после выборов, оставил пост президента Науру. Баллотироваться вновь он не стал. Это действие явилось отголоском правительственного кризиса начала года.
15 июня 2013 года Спрент Дабвидо стал отцом, у него родился сын.
В мае 2018 года Дабвидо был поставлен диагноз «рак горла» в больнице Республики Науру. Дабвидо уехал в Австралию, чтобы пройти курс лечения своего состояния, а также попросить политического убежища , утверждая, что правительство Науру не позволяет ему покинуть Науру для лечения за границей. Правительство Науру опровергло это утверждение, заявив, что Дабвидо был немедленно принят на полное финансирование зарубежного лечения его состояния.
В Австралии Дабвидо прекратил свою поддержку финансируемого Австралией центра по обработке ходатайств о предоставлении убежища в Науру и выразил желание прекратить работу объекта; он также высказался в поддержку законопроекта о Медеваке.
Скончался 8 мая 2019 года в возрасте 46 лет.

## Награды
- Орден Дружбы (18 сентября 2012 года, Южная Осетия) — за заслуги в деле укрепления мира и стабильности на международной арене, поддержку государственной независимости Республики Южная Осетия и большой личный вклад в развитие отношений дружбы и сотрудничества между Республикой Науру и Республикой Южная Осетия[11].

## Факты
- Спрент Дабвидо в период своего президентства являлся одним из самых молодых из действующих руководителей государств и правительств мира.